# هارمين أبما
كان هارمين أبما (بالهولندية: Harmen Abma)‏ (21 نوفمبر 1937 في هيلارد - 30 نوفمبر 2007 في سنيك ) هو فنان ورسام تجريدي فريزي. كان عضواً في مجموعة فنية في الستينيات عُرفت بأسم De Bende van de Blauwe Hand في هارلينجن (هولندا). قام غالبًا بتجربة استخدام مواد متنوعة مثل الأسلاك الكهربائية والشبكات الخرسانية والوسائد المصنوعة من الحبال والجوت والمقاعد في أعماله الفنية، كما ساهم في تقديم صور البلاط إلى المنازل. في السبعينيات والثمانينيات من القرن الماضي، قام بالبحث وإنتاج العمل بشكل مُكثف استنادًا إلى خلط الألوان، واستكشاف الأبعاد الرياضية لها مثل النسبة والسطح. تُعرض أعماله اليوم في مُتحف ستيديليك بمدينة أمستردام ومتحف لاهاي للفنون ومتحف الفريزي في ليوواردن. 
في مُنتصف التسعينيات، انتهى أبما من الفترة المفاهيمية الخاصة به وبدأ في تجربة الرسم على الكتان المشدود الشبكي. أصبحت شبكة مواد البناء هذه، التي ظلت مرئية من خلال سكاكين الكتان، نقطة البداية في اللوحة، وفي النهاية حُددت حجم وإيقاع اللوحة. ثم يتبع سلسلة من الأعمال التي تتبّع فيها أبما الخيوط المُلونة فوق شبكة خرسانية، وخلق هياكل وتجمعات خطية تبدو وكأنها ترجمات ثلاثية الأبعاد للرسومات. في وقت لاحق، تم إضافة مواد أخرى مُتبقية، مثل الخشب والبوليستر المُموّج. وهكذا اتخذت المادة معنى جديدًا تمامًا في مؤلفاته. تم استخدام هذا العنصر الأخير من قبل أبما في سلسلة صغيرة مُستقلة من الأعمال الفنية ؛ كان ذلك قبل وقت قصير من وفاته. تُستحضر هذه اللوحات الخرسانية المُغطاة بالكتان وتركيبات الحديد المُموّج بالمناظر الطبيعية.
اشتهر هارمن أبما، بأبحاثه حول اللون. في عام 1969، أدرك واحدًا من أولى الأعمال الفنية التجريدية الضخمة في فريزلاند، والتي كانت نصبًا تذكاريًا لذكرى رائد الإذاعة هانسو شوتانوس آ سترينجا إيدزيردا في قرية ويدوم، والمشاركة في العديد من المعارض الهولندية.

## روابط خارجية
- الموقع الرسمي